# إيفان ميتشيل
إيفان ميتشيل (بالإنجليزية: Ivan Mitchell)‏ (و. 1893 – 1942 م) هو لاعب هوكي الجليد كندي، ولد في وينيبيغ، مركز لعبه هو حارس مرمى ‏، توفي في وينيبيغ، عن عمر يناهز 49 عاماً.

## جوائز
حصل على جوائز منها:
- كأس ستانلي.

## روابط خارجية
- إيفان ميتشيل على موقع دوري الهوكي الوطني (الإنجليزية)
- إيفان ميتشيل على موقع قاعة مشاهير الهوكي (لاعب أن.إتش.أل) (الإنجليزية)
- إيفان ميتشيل على موقع EliteProspects.com (الإنجليزية)
- إيفان ميتشيل على موقع HockeyDB.com (الإنجليزية)
- إيفان ميتشيل على موقع Hockey-Reference.com (الإنجليزية)